# Ташмаруништа
Ташмаруништа (мкд. Ташмаруништа) су насеље у Северној Македонији, у западном делу државе. Ташмаруништа припадају општини Струга.

## Географија
Насеље Ташмаруништа је смештено у западном делу Северне Македоније. Од најближег града, Струге, насеље је удаљено 16 km северно.
Ташмаруништа се налазе у историјској области Дримкол, која обухвата горњи ток Црног Дрима. Насеље је смештено на западним падинама планине Караорман. Западно се тло спушта у клисуру Црног Дрима, где је образовано вештачко језеро Глобочица. Надморска висина насеља је приближно 810 метара.
Клима у насељу, и поред знатне надморске висине, има жупне одлике, па је пре умерено континентална него планинска.

## Становништво
Ташмаруништа су према последњем попису из 2002. године имала 210 становника. 
Претежно становништво у насељу су етнички Македонци (99%).
Већинска вероисповест је православље.